# Francisco de Roux
Francisco José de Roux Rengifo, S.J. (Cali, 5 de julio de 1943) es un sacerdote jesuita, economista, filósofo y gestor de paz colombiano. 
Es reconocido por ser el presidente de la Comisión de la Verdad, institución que hace parte del sistema integral de verdad, justicia, reparación y no repetición, conjunto de entidades especiales creadas a raíz de los acuerdos de paz de 2016, en el marco del conflicto armado colombiano.

## Biografía
Nació en Cali en 1943. Estudió filosofía y letras en la Pontificia Universidad Javeriana e hizo una maestría en economía en la Universidad de los Andes, antes de graduarse en teología de la  Pontificia Universidad Javeriana y ordenarse como sacerdote en 1975. Debutó en Centro de Investigación y Educación Popular (CINEP) como investigador y como promotor de las “empresas comunitarias”, Realizó su maestría de economía en la Universidad de la Sorbona en París y otra maestría en economía en el London School of Economics. Al regresar a Colombia, volvió al CINEP como subdirector e investigador.
En 1986 se desempeñó como director del Programa por la Paz de la Compañía de Jesús y en el director del Centro de Investigación y Educación Popular (CINEP). De ahí surgió la idea de crear en 1995 el Programa de Desarrollo y Paz del Magdalena Medio, un experimento que buscaba financiar las iniciativas de convivencia y desarrollo sostenible en una zona de 30.000 kilómetros en zonas rurales de Santander, Bolívar, Cesar y Antioquia. Entre sus funciones se lideró proyectos de economía campesina y créditos asociativos (como alternativas económicas en medio de la guerra) y el retorno de poblaciones desplazadas, como por ejemplo en el polémico caso de la hacienda Las Pavas. Fue gestor social en impulsar las zonas de reserva campesina como la del Valle del Río Cimitarra y por buscar salidas salomónicas a los conflictos por la tierra.
El programa fue galardonado con el Premio Nacional de Paz en 2001 en tres categorías: Merquemos Juntos (una organización de mercados y créditos comunitarios en Barrancabermeja) en 2011, la zona de reserva del Valle del Río Cimitarra en 2010 y los campesinos desplazados de Las Pavas en 2013.
Habiendo renunciado al Programa de paz, entre 2008 y 2014 asumió la cabeza de la comunidad jesuita en Colombia (Padre Provincial), aunque continuó muy vinculado a temas de paz y siendo parte del jurado en el Premio Nacional de Paz que organiza la Fundación Friedrich Ebert. En 2018 fue designado como miembro y Presidente de la Comisión para el Esclarecimiento de la Verdad, la Convivencia y la No Repetición creada por los Acuerdos de paz  entre el gobierno colombiano y las FARC-EP.

## Familia

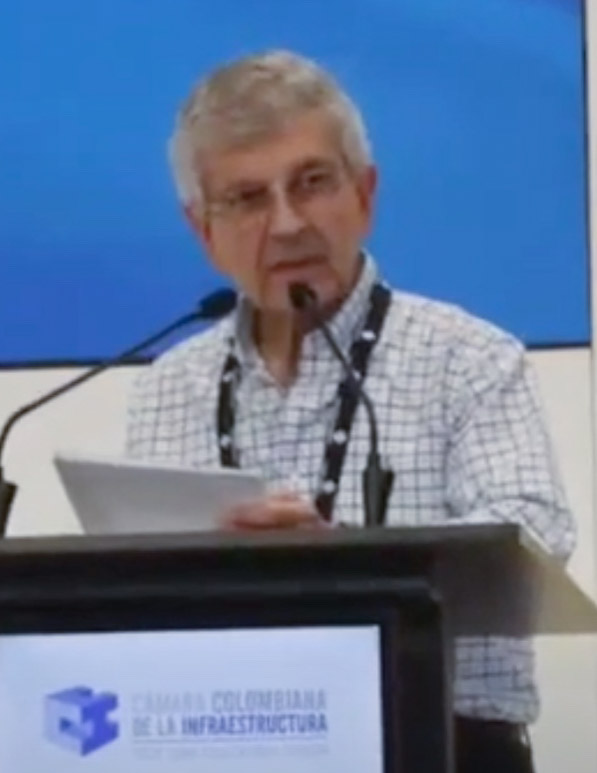
Su cuñado, el exalcalde de Bogotá Juan Martín Caicedo.

El padre Francisco es miembro de la aristocracia local del Valle del Cauca, siendo sus padres Gustavo de Roux Guerrero y su esposa, Enriqueta Rengifo Garcés, y sus hermanos María Cecilia, Gustavo Ignacio, Luis Javier, Lía, Carlos y Antonio de Roux Rengifo. Su padre nació en la actual Panamá, y era de ascendencia jamaiquina, mientras que su madre era hija del militar y político colombiano Ignacio Rengifo Borrero, así como cuñado del empresario y político Manuel Carvajal Sinisterra. Rengifo era sobrino nieto del prócer de la independencia Eusebio Borrero Costa, y una de sus hermanas se casó con el empresario Jorge Garcés Borrero.
Su hermana María Cecilia se casó con Rodrigo Salazar Botero, Gustavo con Christine Leyke, Luis Javier con María Isabel Holguín, Lía con el político Juan Manuel Caicedo Ferrer (alcalde de Bogotá entre 1990 y 1992), Carlos con Piedad Uribe, y Antonio con Sandra Giovanelli Eder (nieta del empresario y político Harold Eder Caicedo, primera víctima de secuestro en la historia de Colombia y el primero perpetrado por la guerrilla de las FARC).

## Reconocimientos
En 2016, De Roux recibió el doctorado honoris causa del Consejo Superior de la Universidad Nacional de Colombia. El 20 de junio de 2023, el Sistema Universitario Jesuita le otorgó un doctorado honoris causa.[cita requerida]